# Anthea Phillipps
Anthea Phillipps B.Sc. (3 de junio de 1956) es una botánica británica. Phillipps vive y trabaja en Sabah, Borneo a donde llegó siendo niña. Se graduó en botánica por la Universidad de Durham, Inglaterra. Ha trabajado en el Sabah Museum antes de unirse al servicio de Sabah Parks entre 1980 y 1987 como ecóloga del Parque, donde estuvo estudiando los Rhododendron y plantas carnívoras de las familias Nepenthaceae y Sarraceniaceae. Vive en Kota Kinabalu, capital de Sabah, y está casada con Anthony L. Lamb.

## Publicaciones
Entre sus publicaciones como autora o coautora, se incluyen:
- A Guide to the Parks of Sabah (1988)
- Rhododendrons of Sabah (1988) (with A. Lamb, G. Argent & S. Collenette)
- Pitcher-Plants of Borneo (1996) (with Anthony Lamb)
- Kinabalu - Summit of Borneo (1996) (with K.M. Wong)
- Kinabalu Park, Sabah, Malaysian Borneo (2000) (with Francis Liew)
- The Rhododendrons of Sabah, Malaysian Borneo (2007) (with G. Argent & A. Lamb)